# 小泉知也
小泉 知也（こいずみ ともや、8月28日 - ）は、日本の男性声優。
北海道旭川市出身。身長 183cm。以前は、ケッケコーポレーションに所属していた。

## 出演作品

### テレビアニメ
2005年
- ロックマンエグゼBEAST（ガードナビ、職員、青年、ゾアノ兵士A、船長）※第4シリーズ

2006年
- 彩雲国物語（高官）※第1期
- ロックマンエグゼBEAST（駅員1、男B、見物客A、男1）※第4シリーズ
- ロックマンエグゼBEAST+（職員、握りロボ、作業員、青年、警備員、監視官、店員ナビ、職員A、ポリスナビ、ナビ）※第5シリーズ

2007年
- ショートDEアニメ魂「大根刑事」（ブロッコリー刑事[2][3]）
- ヒロイック・エイジ（タガナック）

### ゲーム
アプリ
- はじめて三国志王子（劉備玄徳[4]）

2006年
- SASUKE&筋肉バトルスポーツマンNo.1決定戦　※体感ゲーム

### 吹き替え
映画
- 重装警察

### CDドラマ
- イタズラなKiss
- 男が男を愛する時　シリーズ7 ウブⅡ（ホスト）
- 吟遊黙示録マイネリーベwieder ドラマCD Vol.1 - 青嵐の刻（アルベルト）
- ゲートキーパーズ21
- スキャンダルシリーズ2「放課後はスキャンダル」（生徒2）
- パール1「いじわるなパール」（ホスト）

### 舞台
- 米山企画 ミュージカル
  - 「友情」
  - 「見果てぬ夢に」

- 方の会
  - 「明日から晴れる」

- 曾我廼家喜劇 百周年記念公演 曾我廼家の喜劇（演出：曾我廼家寛太郎）
  - Vol.4「瓢(ひさご)の酒」「のりおくれた女」（2004年2月10日～15日、内幸町ホール）[5]
  - Vol.5「涙のゆくえ」「苦あれば楽あり」（2005年2月9日～13日、内幸町ホール）[6]

- シアトリカル・ベース・ワンスモア
  - 「LIVE WELL!」

- 「8×∞＝クローバー」（2006年12月1日～12月3日、シアター風姿花伝）※語り